# Aribon de Freising
Aribon (parfois Arbeo), né avant 723 dans la région de Meran en Bavière et mort le 4 mai 784, est un clerc franc, qui devint le quatrième évêque de Freising en 764. En tant qu'auteur du codex Abrogans, il est considéré comme le premier écrivain de langue vieux haut allemand.

## Biographie
Aribon descend probablement de la famille noble des Huosi, une dynastie bavaroise mentionnée dans la Lex Baiuvariorum dès le VIIe siècle. Il est considéré un ancêtre de la famille des Aribonides, dont les archevêques Aribon de Mayence († 1031) et Pilgrim de Cologne († 1036) ; toutefois, ses liens de parenté avec le margrave Aribon d'Autriche, fondateur de la dynastie, sont vraisemblables mais non attestés.
Son hagiographie le désigne comme l'enfant que saint Corbinien de Freising sauva d'une crue du Passer près de Meran. Aribon est assurément formé à une carrière ecclésiastique par Erembert, frère et successeur de Corbinien, et entra dans l'ordre de Saint Benoît. D'abord prêtre et secrétaire au service de Joseph de Vérone († 764), le troisième évêque de Freising, puis officier de la chancellerie de l'évêché, il est choisi comme abbé du nouveau monastère de Scharnitz au pied des Karwendel en 763 ; l'année suivante il succède à Joseph en tant qu'évêque de Freising.
C'est sous son apostolat que le diocèse de Freising deviendra un centre de la vie spirituelle en Bavière. Aribon établit l'abbaye de Schäftlarn (en 762), l’abbaye d'Innichen (de) dans le val de Puster (769), et celle de Schliersee (779). En 772, il transféra l’abbaye de Scharnitz à Schlehdorf au lac de Kochel. Aribon translate les reliques de Corbinien à Freising. Tout au long des guerres qui opposent le duc Tassilon III de Bavière et la dynastie des Agilolfing à ses suzerains carolingiens, ce prélat demeure un appui fidèle de Charlemagne ; il perd beaucoup de domaines et probablement même son diocèse vers 780.
Aribon fonde la bibliothèque et le scriptorium de la cathédrale de Freising. On le considère volontiers comme le premier clerc de langue véritablement germanique, puisqu'on lui attribue la composition du codex Abrogans, un lexique bilingue latin et vieux haut-allemand, souvent cité comme le premier livre composé dans cette langue. Ses activités littéraires comprennent également les biographies de Corbinien et d'Emmeran de Ratisbonne.
Il repose à Freising, et l'Église catholique le célèbre le 4 mai, principalement dans l'archidiocèse de Munich et Freising.

## Œuvres
- Arbeonis episcopi Frisingensis vitae sanctorum Haimhrammi et Corbiniani (Vies de saint Emmeran et de saint Corbinien, par Aribon, Bishop of Freising")
- Albert Lehner, Sacerdos = Bischof. Klerikale hiérarchie in der Emmeramsvita, Leipzig, Leipziger Universitätsverlag, 2007, 145 p. (ISBN 978-3-86583-183-5)).
- (de) Sigmund von Riezler (de), « Arbeo », dans Allgemeine Deutsche Biographie (ADB), vol. 1, Leipzig, Duncker & Humblot, 1875, p. 510-511
- Friedrich Wilhelm Bautz, Biographisch-Bibliographisches Kirchenlexikon (BBKL), vol. 1, Hamm, 1975, « Arbeo (Aribo, Arbo), Bischof von Freising », p. 205.